# Holmtjärnen (Ådals-Lidens socken, Ångermanland, 705702-157105)
Holmtjärnen är en sjö i Sollefteå kommun i Ångermanland och ingår i Ångermanälvens huvudavrinningsområde. Sjön har en area på 0,183 kvadratkilometer och ligger 247,3 meter över havet. Sjön avvattnas av vattendraget Tågån.

## Delavrinningsområde
Holmtjärnen ingår i det delavrinningsområde (705872-157047) som SMHI kallar för Utloppet av Holmtjärnen. Medelhöjden är 283 meter över havet och ytan är 4,87 kvadratkilometer. Räknas de 5 avrinningsområdena uppströms in blir den ackumulerade arean 49,49 kvadratkilometer. Tågån som avvattnar avrinningsområdet har biflödesordning 3, vilket innebär att vattnet flödar genom totalt 3 vattendrag innan det når havet efter 151 kilometer. Avrinningsområdet består mestadels av skog (52 procent) och sankmarker (35 procent). Avrinningsområdet har 0,18 kvadratkilometer vattenytor vilket ger det en sjöprocent på 3,8 procent.